# Charles Solomon
Charles Solomon, (ur.  12 marca 1906 Filadelfia, zm. 1 maja 1975) – amerykański adwokat i brydżysta.
Charles Solomon, jako prezydent ACBL, był w komitecie organizacyjnym tworzącym Światową Federację Brydża (WBF). Po powstaniu  WBF pełnił następujące funkcje:
- 1958-1963 Wiceprezydent Rady Wykonawczej WBF;
- 1964-1967 Prezydent Rady Wykonawczej WBF;
- 1968-1971 Prezes Zarządu WBF.
- 1972-1974 Honorowy Prezes Zarządu WBF.

Żoną Charlesa Solomona była Peggy Solomon – czołowa amerykańska brydżystka.
Charles Solomon pełnił funkcję niegrającego kapiana:
- USA na 9. Mistrzostwach Otwartych Świata w Nowym Jorku w roku 1959,
- kobiet USA na 1. Olimpiadzie Brydżowej w Turynie w roku 1960.

## Wyniki brydżowe

### Zawody światowe
W światowych zawodach zdobył następujące lokaty:
| Mistrzostwa Świata. Konkurencja teamów | Mistrzostwa Świata. Konkurencja teamów | Mistrzostwa Świata. Konkurencja teamów | Mistrzostwa Świata. Konkurencja teamów | Mistrzostwa Świata. Konkurencja teamów | Mistrzostwa Świata. Konkurencja teamów |
| Rok                                    | Miejsce                                | Zawody                                 | Kategoria                              | Drużyna                                | Pozycja                                |
| -------------------------------------- | -------------------------------------- | -------------------------------------- | -------------------------------------- | -------------------------------------- | -------------------------------------- |
| 1956                                   | Paryż                                  | 6. Mistrzostwa Świata Teamów           | Open                                   | USA                                    | 2                                      |

## Klasyfikacja
- Charles Solomon – klasyfikacja WBF (ang.)